# Вірджіл Берча
Вірджіл Берча (рум. Virgil Bercea; нар. 9 грудня 1957, Хабік) — румунський греко-католицький єпископ, ординарій єпархії Ораді Румунської греко-католицької церкви з 1997 року.

## Життєпис
Народився 9 грудня 1957 року в селі Хабік, повіт Муреш, Румунія. Після закінчення військової служби з 1977 по 1981 рік навчався в Університеті сільськогосподарських наук та ветеринарної медицини в Клуж-Напока. Працював сільськогосподарським інженером і дослідником до 1990 року.
За підтримки свого дядька архієпископа Александру Тодя, підпільного очільника Румунської греко-католицької церкви під комуністичною Румунією, таємно вивчав богослов'я, а 9 грудня 1982 року був таємно висвячений на священика. Після свячень підпільно душпастирював у місті Тиргу-Муреш. Після румунської революції 1989 року продовжив навчання в Папському Урбаніанському університеті в Римі, де здобув спеціалізацію з догматичного богослов'я. У 1992 році отримав призначення на посаду генерального вікарія в Блажі.

## Єпископ
20 липня 1994 року о. Вірджіл Берча був призначений єпископом-помічником греко-католицької архієпархії Фаґараша і Альба-Юлії і отримав титулярний престіл Пуп'яни. Єпископські свячення отримав 8 вересня 1994 року. 6 листопада 1996 року призначений єпископом-коад'ютором греко-католицької єпархії Ораді і став її ординарієм 8 червня 1997 року.

## Нагороди і відзнаки
- Командор ордена «За вірну службу» (Румунія, 1 грудня 2000)[1]
- Доктор богослов'я Папського Урбаніанського університету (2003)
- Командор ордена «За заслуги перед культурою» (Румунія, 7 лютого 2004[2]; відмовився від нагороди)

За час правління владики Вірджіла єпархії Ораді було повернуто ряд церков, єпископську палацову резиденцію та собор святого Миколая, котрий був конфіскований 58 років тому комуністичним режимом і переданий Румунській православній церкві.